# Санта-Марія-дель-Монте-де-Сеа
Санта-Марія-дель-Монте-де-Сеа (ісп. Santa María del Monte de Cea) — муніципалітет в Іспанії, у складі автономної спільноти Кастилія-і-Леон, у провінції Леон. Населення — 279 осіб (2010).
Муніципалітет розташований на відстані близько 260 км на північний захід від Мадрида, 39 км на схід від Леона.
На території муніципалітету розташовані такі населені пункти: (дані про населення за 2010 рік)
- Банесідас: 32 особи
- Кастельянос: 89 осіб
- Санта-Марія-дель-Монте-де-Сеа: 39 осіб
- Вільясінтор: 58 осіб
- Вільямісар: 61 особа

## Демографія
Динаміка населення (INE ):